# Parc de la plage de Pärnu
Le parc de la plage de Pärnu (estonien : Pärnu rannapark) est un parc à Pärnu en Estonie.

## Présentation
La construction du parc a commencé en 1882. 
Situé près de la plage, c'est une zone de promenade et de loisirs populaire.
Le parc de la plage est divisé en différentes parties : la place principale, la place de l'art, les jeux sociaux et la place de la paix. 
Le parc dispose de plusieurs aires de repos et il est également possible d'y pique-niquer. Il y a une aire de jeux pour enfants dans le parc côté mer. 
Un parcours de santé et une route à circulation douce traverse traverse la zone du parc.
Rannapark est le deuxième parc urbain le plus riche en espèces d'Estonie. 
Par conséquent, le parc est une zone de conservation de la nature. 
Parmi les essences domestiques, le parc est dominé par le pin sylvestre, le chêne pédonculé, l'aulne noir, l'érable plane, le bouleau pubescent, l'épinette de Norvège et le tilleul à petites feuilles. 
Parmi les espèces exotiques, le tilleul commun, le mélèze d'Europe, l'épicéa de Serbie, le frêne rouge de Pennsylvanie, le peuplier de Berlin et le pin de Macédoine poussent dans le parc. 
Les arbustes comprennent les sorbaire à feuilles de sorbier, le pin de montagnes, le cornouiller de Tartarie, la symphorine blanche.
Le parc abrite, entre-autres, les bains de boue de Pärnu, l'hôtel de la plage de Pärnu et la villa Ammende et il est voisin du stade de la plage de Pärnu.

## Vues du parc en mars 2023

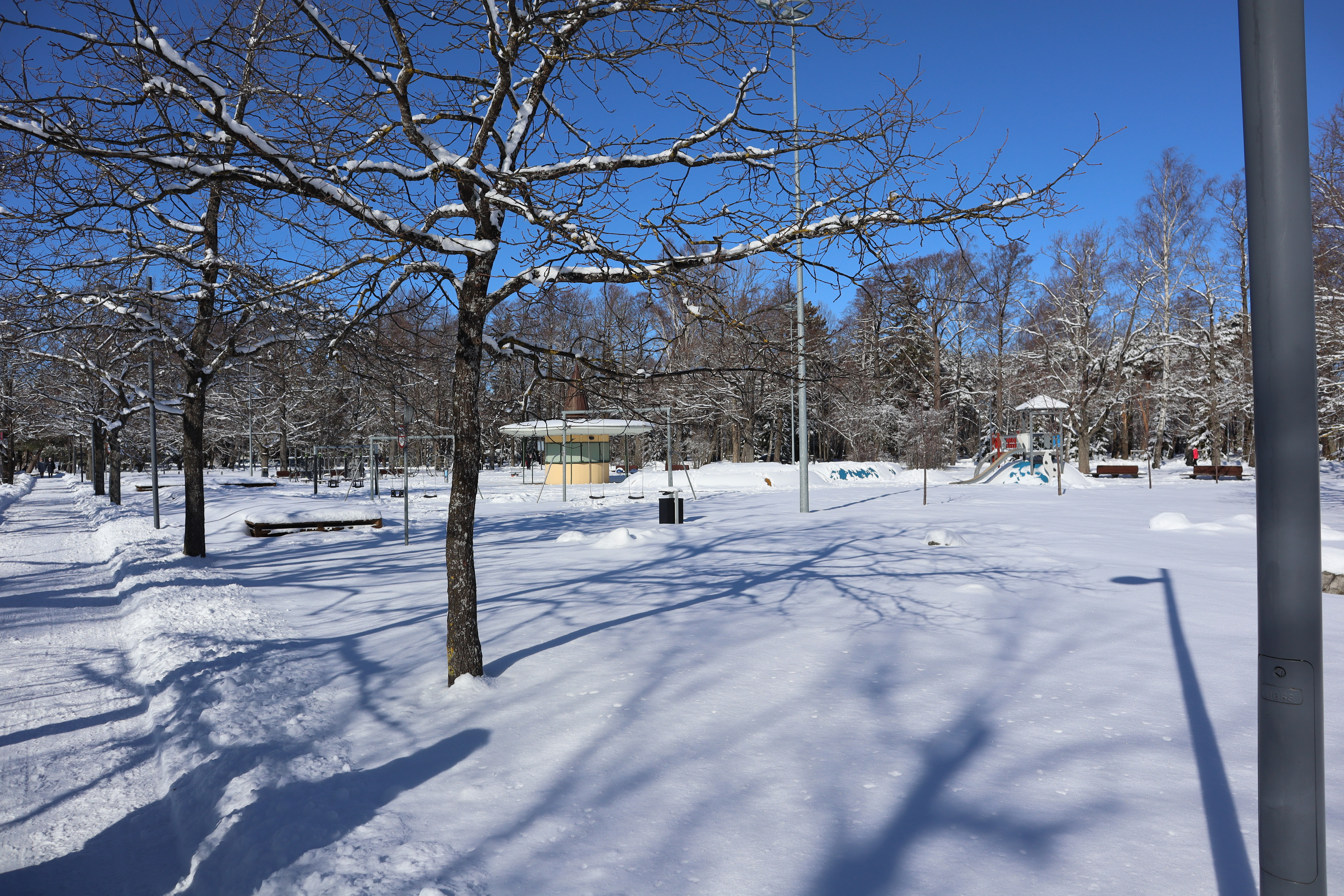
Pärnu Rannapark, Ranna pst
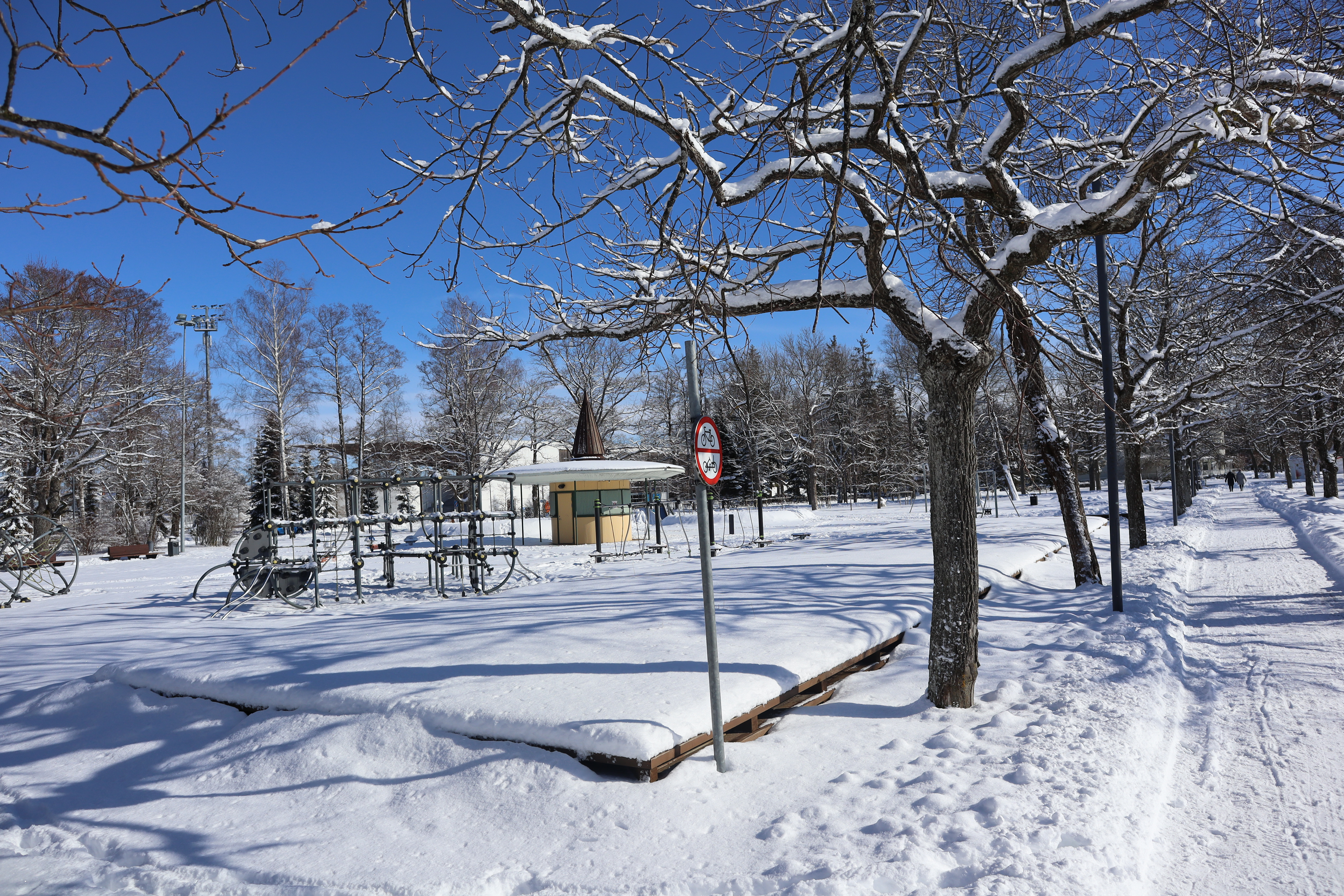
Pärnu Rannapark, Ranna pst
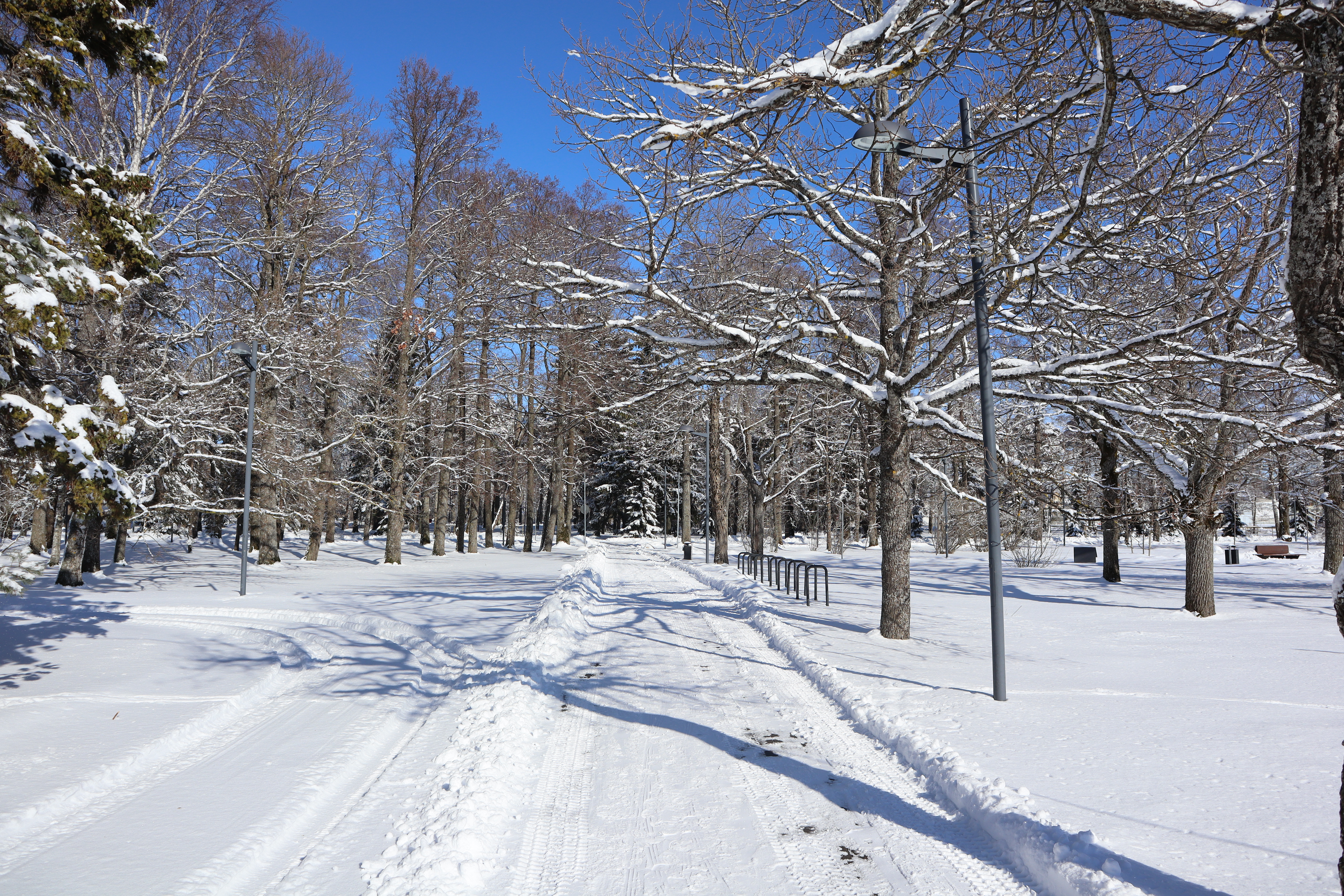
Pärnu Rannapark, Ranna pst

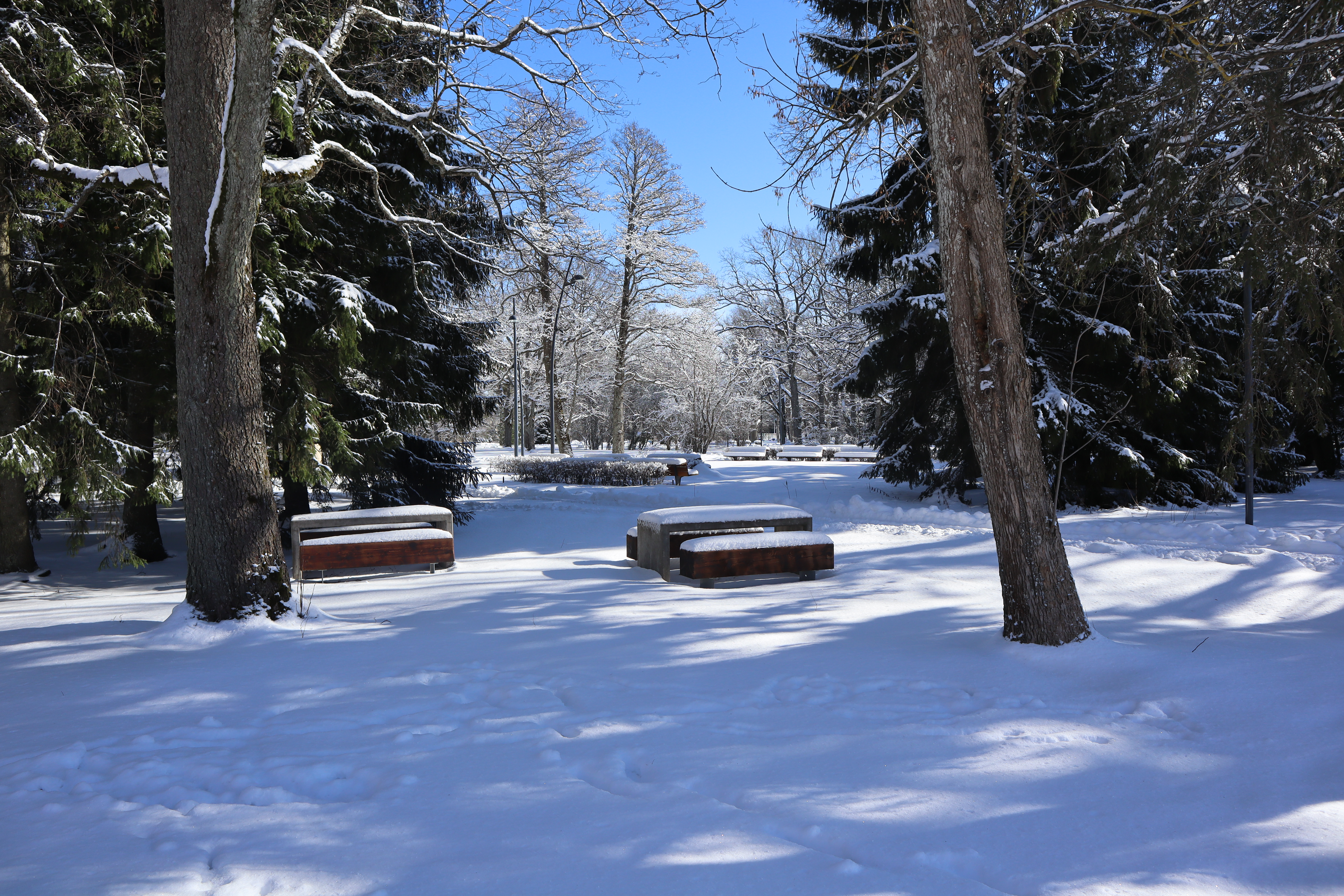
Pärnu Rannapark, vu de Supeluse tänav
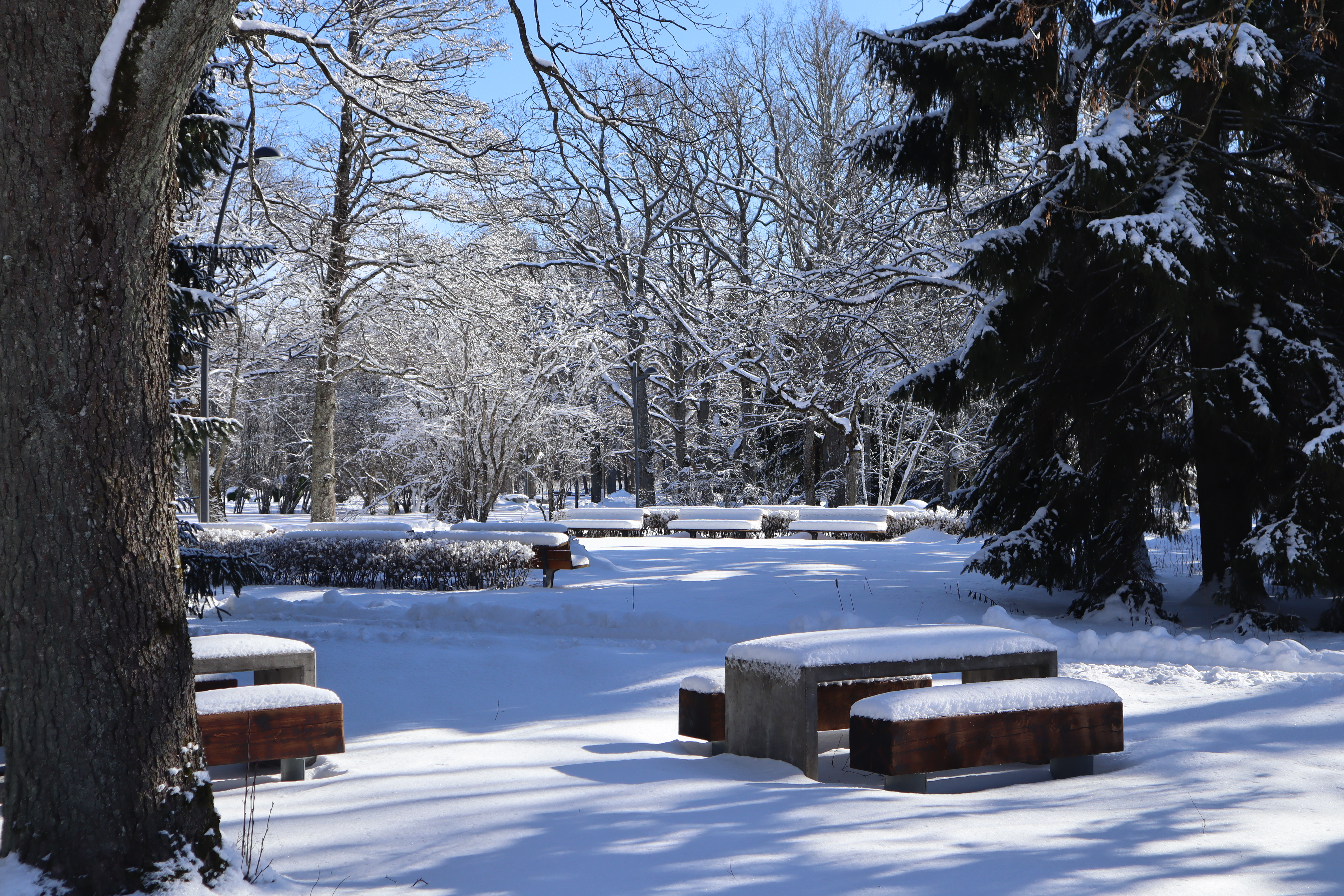
Pärnu Rannapark, vu de Supeluse tänav
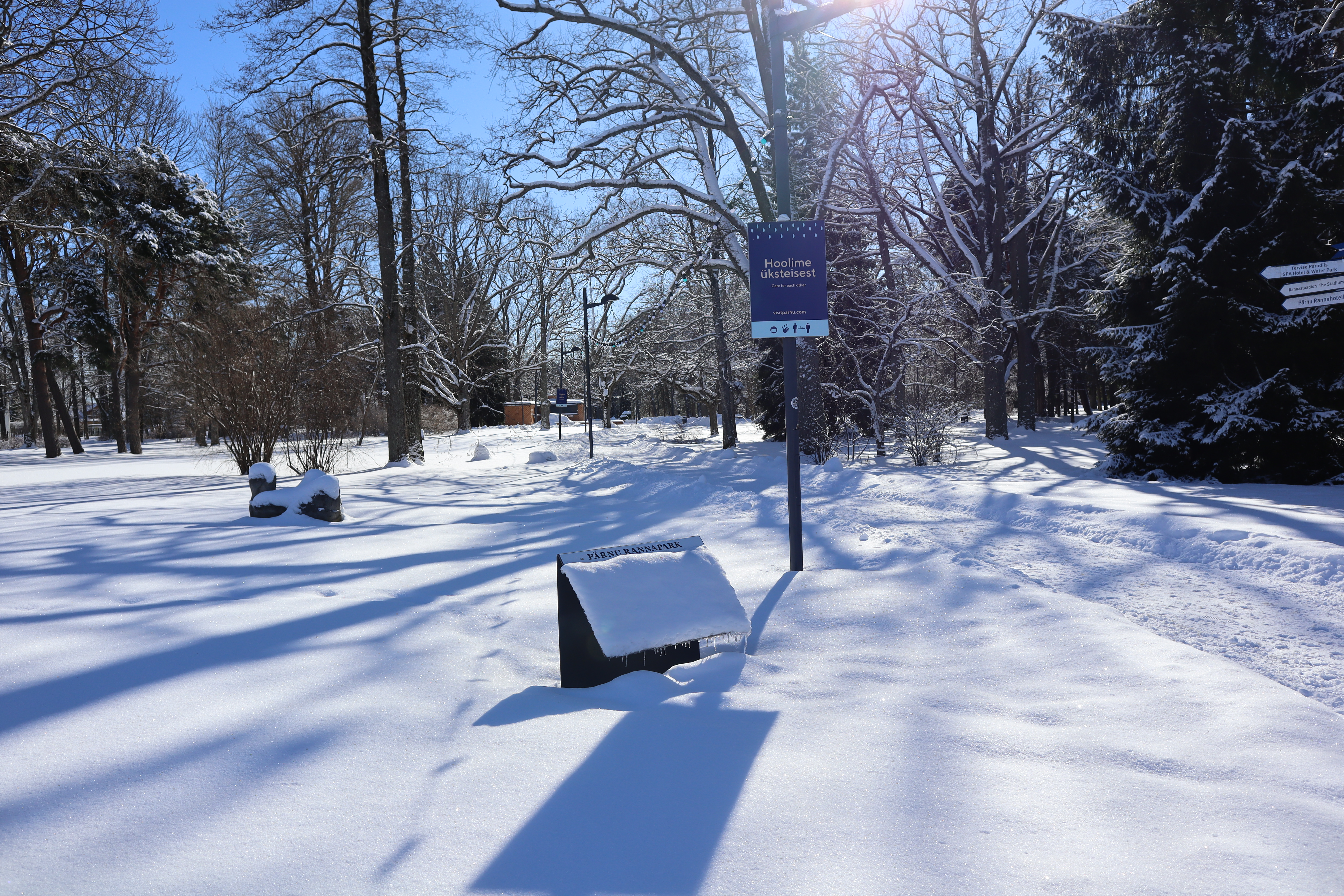
Pärnu Rannapark, vue depuis le carrefour Supeluse-Tammsaare